# Tillandsia 'Diana'
Tillandsia 'Diana' es un  cultivar híbrido del género Tillandsia perteneciente a la familia  Bromeliaceae.
Es un híbrido creado en el año 1999 con las especies Tillandsia concolor × Tillandsia paucifolia.